# Spirited (Film)
Spirited (deutsch: „Temperamentvoll“) ist eine US-amerikanische Musical-Filmkomödie von Regisseur Sean Anders, die lose auf der Erzählung A Christmas Carol von Charles Dickens basiert. Der Film lief ab dem 11. November in ausgewählten US-Kinos und wurde weltweit am 18. November 2022 auf Apple TV+ veröffentlicht. In den Hauptrollen sind Will Ferrell als Ebenezer Scrooge und Ryan Reynolds zu sehen.

## Handlung
Auch noch über 200 Jahre nach seinem Tod arbeitet Ebenezer Scrooge als „Geist der gegenwärtigen Weihnacht“, um jedes Jahr zusammen mit seinen Kollegen böse Menschen zu bekehren. Auf einer Messe für Tannenbaumverkäufer entdeckt er den Medienunternehmer Clint Briggs, der sein Geld durch die Verbreitung von Fake News und über inszenierte Kontroversen macht. Der Geist der gegenwärtigen Weihnacht kann seinen Vorgesetzten Jacob Marley davon überzeugen, Briggs als diesjähriges Ziel der Bekehrung auszuwählen, obwohl ihm der Titel „unbekehrbar“ verliehen wurde. Die Geister beginnen daraufhin mit einer einjährigen Recherche über das Leben von Clint.
An Weihnachten des Folgejahres wird Clint zunächst von Marley heimgesucht, der die Ankunft der drei Geister der Weihnacht ankündigt. Da Clint schon bald mit dem Geist der vergangenen Weihnacht anbandelt, müssen deren Aufgaben vom Geist der gegenwärtigen Weihnacht übernommen werden. Gemeinsam besuchen sie Schlüsselmomente aus Clints Vergangenheit, die ihm seine Abkehr vom rechten Weg vor Augen führen sollen. Der Medienunternehmer zeigt sich von den Rückblicken zunächst unbeeindruckt, wird bei der Erinnerung an seine kurz vor dem Tod stehende Schwester Carrie allerdings emotional und bricht die Reise in die Vergangenheit vorzeitig ab.
Clint gerät ungewollt ins Hauptquartier der Geister und findet seine Akte vor, auf der er seine Einstufung als „unbekehrbar“ sieht. Als der Medienunternehmer daraufhin vom Geist der gegenwärtigen Weihnacht fordert, in Ruhe gelassen zu werden, nimmt dieser ihn in seine ganz eigene Vergangenheit mit. Der Geist der gegenwärtigen Weihnacht offenbart dem Medienunternehmer, selbst einst als Ebenezer Scrooge als „unbekehrbar“ eingestuft worden zu sein, sich aber letztendlich dennoch zum Guten gewandelt zu haben.
Beide setzen ihre Reise in der Gegenwart fort und besuchen Bekannte von Clint, die über ihn hinter seinem Rücken schlecht reden. Der Medienunternehmer beginnt daraufhin, sich selbst zu überdenken, und stellt sich auch der traumatischen Erinnerung mit seiner Schwester Carrie. Der Geist der gegenwärtigen Weihnacht zeigt sich von den Fortschritten begeistert und möchte verschwinden, um den Geist der zukünftigen Weihnacht seine Arbeit verrichten zu lassen, wird von Clint davon allerdings abgehalten. Der Medienunternehmer hat beim Geist der gegenwärtigen Weihnacht erkannt, dass dieser in den verdienten Ruhestand treten und gemeinsam mit Clints Stellvertreterin Kimberly eine Familie gründen möchte. Gegen den Willen von Jacob Marley entscheidet sich der Geist so für ein menschliches Leben.
Clint wagt gemeinsam mit dem Geist der zukünftigen Weihnacht einen Blick in seine eigene Zukunft. Dort sieht er, wie sich Josh Hubbins, ein Mitschüler seiner Nichte Wren, das Leben genommen hat. Josh strebte zuvor genauso wie Wren das Amt des Klassensprechers an, wurde durch ein von Clint ans Tageslicht gebrachtes Video allerdings nachhaltig in seinem Ruf geschädigt. Als Clint die Auswirkungen seiner Taten sieht, erkennt er sein Fehlverhalten und kann zurück in der Gegenwart die Veröffentlichung des Videos verhindern. Obwohl er selbst nicht daran glaubt, nachhaltig bekehrt werden zu können, konnte er eine freundschaftliche Beziehung zum Geist der gegenwärtigen Weihnacht aufbauen. Als dieser fast von einem Bus überfahren wird, rettet ihm Clint das Leben und wird von Jacob Marley offiziell als „bekehrt“ erklärt.
Clint wurde bei seiner Heldentat allerdings selbst vom Bus erfasst und verstirbt an Ort und Stelle. Seine tote Schwester Carrie erscheint, um ihn in den Himmel mitzunehmen, doch Clint verweigert sich diesem Vorhaben. Stattdessen arrangiert der Bekehrte, dass er und seine Schwester Carrie fortan selbst als Geister arbeiten und böse Menschen bekehren dürfen. Der Geist der gegenwärtigen Weihnacht hat hingegen auf der Erde mit Kimberly eine Familie gegründet und unterstützt Clint gelegentlich bei dessen Bekehrungen.

## Produktion

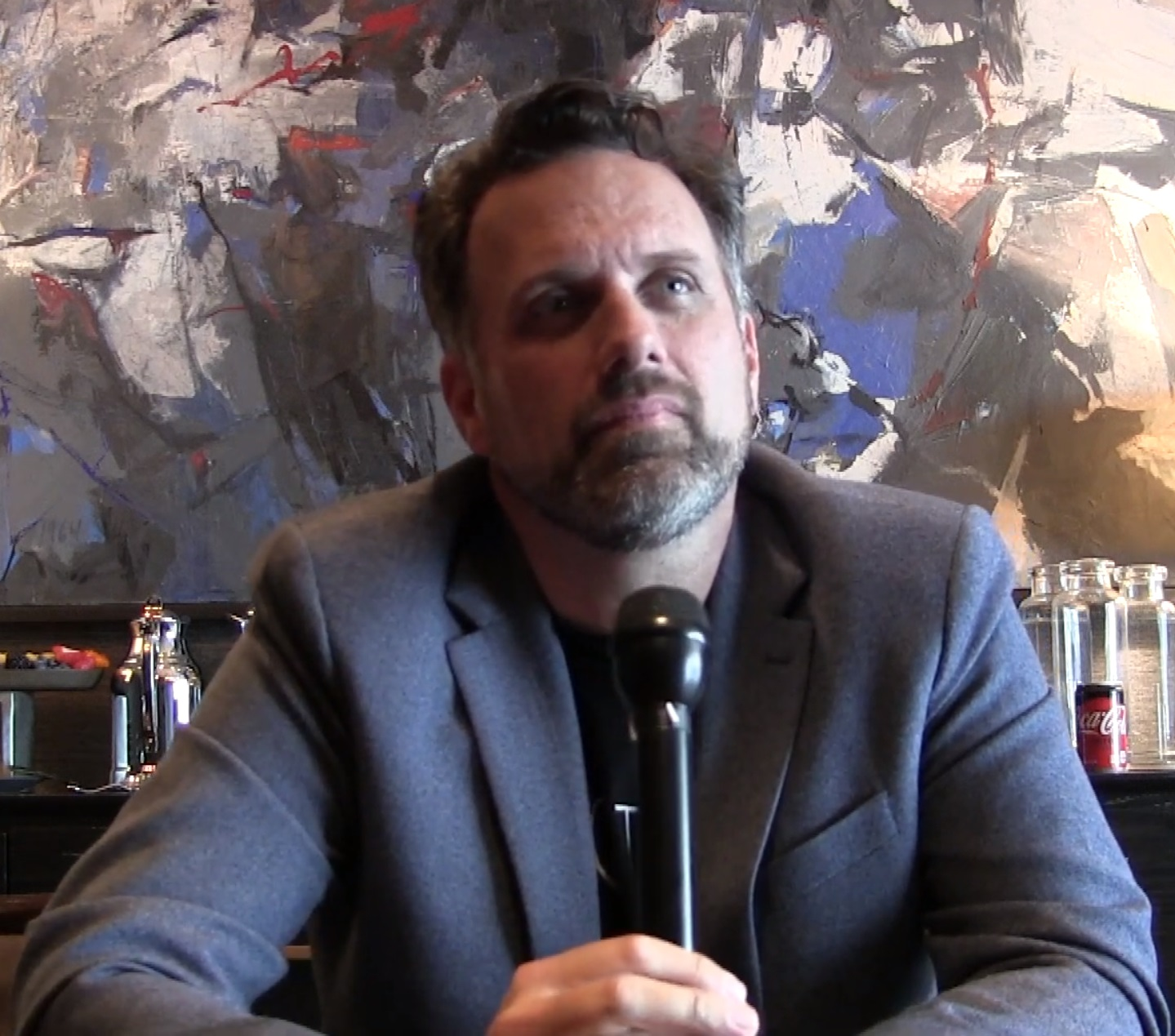
Regisseur und Autor Sean Anders

Im September 2019 wurde eine Musical-Adaption von Charles Dickens’ Erzählung A Christmas Carol mit Will Ferrell und Ryan Reynolds in den Hauptrollen angekündigt. Die Filmkomödie Spirited wurde von Sean Anders und John Morris geschrieben, die zuvor bereits bei Daddy’s Home – Ein Vater zu viel und dessen Fortsetzung mit Ferrell zusammenarbeiteten. Anders fungierte überdies auch als Regisseur des Verfilmung. Als Produktionsfirmen waren Ferrells Gloria Sanchez Productions, Reynolds’ Maximum Effort, Two Grown Men und Mosaic tätig. Im Oktober 2019 gewann Apple TV+ einen Bieterwettstreit gegen Netflix, Warner Bros. sowie Paramount und sicherte sich die internationalen Vertriebsrechte am Film. Ferrell und Reynolds sollen in den Verhandlungen Honorare von 25 und 35 Millionen US-Dollar gefordert haben, woraufhin Apple den Beteiligten allein für Gagen über 60 Millionen US-Dollar vertraglich zusicherte. Dabei erhielten die Filmemacher Anders und Morris jeweils zwischen 10 und 15 Millionen US-Dollar, während Ferrell und Reynolds Vergütungen in Höhe von je 20 Millionen US-Dollar bekamen. Im Frühjahr 2021 schlossen sich Octavia Spencer und Sunita Mani der Besetzung an.
Die Dreharbeiten mit Kameramann Kramer Morgenthau begannen am 6. Juli 2021 in Boston. Sämtliche Szenen entstanden in einem Umkreis von 30 Meilen der Hauptstadt von Massachusetts. Das Saunders Castle at Park Plaza in Back Bay diente drei Wochen lang als Schauplatz des Hauptquartiers der Geister, während die Devonshire Street im Finanzdistrikt als Kulisse für New York City fungierte. Im historischen London spielende Szenen entstanden in der Marshall Street, die mit einer Plane überspannt wurde, um die Lichtverhältnisse besser kontrollieren zu können. Weitere Drehorte waren eine Schule in Framingham, ein Einfamilienhaus in Melrose, das Hotel Fairmont Copley Plaza in Boston, die Konzerthalle Mechanics Hall in Worcester und ein Einkaufszentrum in Braintree. Da die Dreharbeiten im Sommer erfolgten, kam für die Produktion Kunstschnee aus Wasser und Kartoffeln zum Einsatz. Außerdem wurden Anwohner und Ladenbesitzer bezahlt, damit diese Weihnachtsdekorationen und Lichterketten in ihren Fenstern aufhängen. Die Filmaufnahmen wurden nach rund vier Monaten Ende Oktober 2021 abgeschlossen.
Ein Teaser zum Film wurde am 12. Oktober 2022 veröffentlicht; ein Trailer folgte am 2. November. Eine erste Vorführung von Spirited erfolgte Anfang November 2022 auf dem AFI Fest in Los Angeles, ehe die offizielle Weltpremiere am 7. November 2022 im Lincoln Center in New York City stattfand. Nach einem limitierten US-amerikanischen Kinostart am 11. November wurde der Film weltweit am 18. November 2022 in das Programm von Apple TV+ aufgenommen. Nachdem Spirited zum meistgesehenen Film des Streamingdienstes wurde, erschien am 10. Dezember in den britischen und am 16. Dezember 2022 in den US-amerikanischen Kinos eine Singalong-Filmversion.

## Filmmusik
Für die Filmmusik zeichnete der britische Komponist Dominic Lewis verantwortlich. Darüber hinaus schrieben Benj Pasek und Justin Paul gemeinsam mit ihren Co-Autoren Sukari Jones, Mark Sonnenblick und Khiyon Hursey insgesamt 12 Songs für Spirited, die von verschiedenen Darstellern gesungen werden. Für den finalen Tonschnitt wurde ein Großteil des Live-Gesangs vom Filmset genutzt, statt die Szenen nachträglich in Studios neu zu vertonen. Die Tanzeinlagen wurden von Chloe Arnold choreografiert.
Der von Ryan Reynolds gesungene Song Bringin’ Back Christmas wurde als Single-Auskopplung bereits am 14. Oktober 2022 herausgebracht. Am 18. November 2022 veröffentlichte Republic Records den 12 Musikstücke umfassenden Soundtrack und auch das Album mit der Filmmusik von Dominic Lewis.

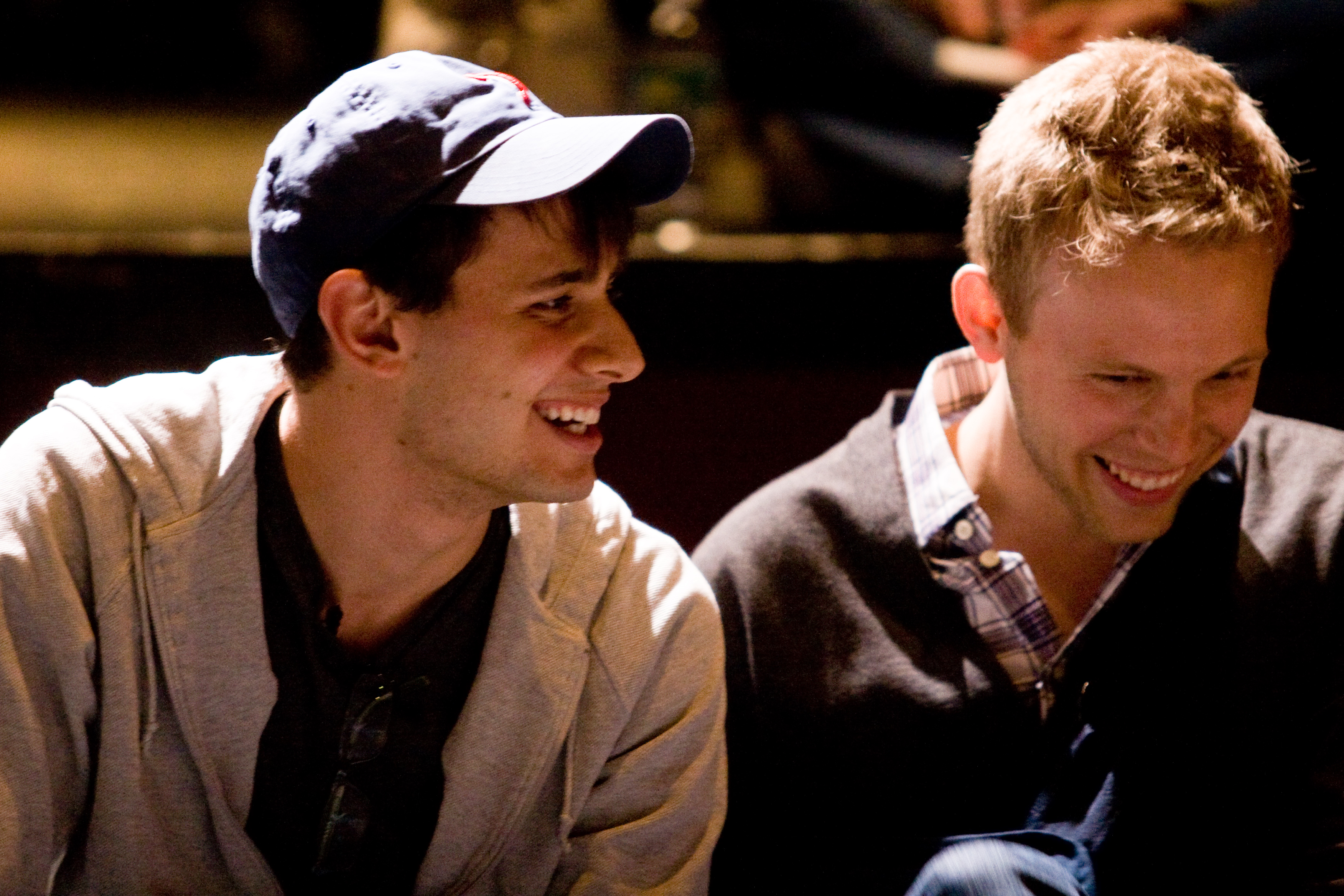
Benj Pasek (links) und Justin Paul

| Nr.          | Titel                                         | Autor(en)                                                   | Interpret(en)                                                                                   | Länge |
| ------------ | --------------------------------------------- | ----------------------------------------------------------- | ----------------------------------------------------------------------------------------------- | ----- |
| 1.           | That Christmas Morning Feelin                 | Benj Pasek & Justin Paul                                    | Will Ferrell, Patrick Page, Sunita Mani, Tracy Morgan & Ensemble                                | 3:02  |
| 2.           | Present’s Lament                              | Pasek & Paul                                                | Ferrell                                                                                         | 2:02  |
| 3.           | Bringin’ Back Christmas                       | Pasek & Paul                                                | Reynolds & Ensemble                                                                             | 3:53  |
| 4.           | The View From Here                            | Pasek, Paul, Sukari Jones, Mark Sonnenblick & Khiyon Hursey | Octavia Spencer                                                                                 | 3:06  |
| 5.           | The Story of Your Life (Marley’s Haunt)       | Pasek, Paul, Jones, Sonnenblick & Hursey                    | Page & Reynolds                                                                                 | 1:50  |
| 6.           | Good Afternoon                                | Pasek, Paul, Jones, Sonnenblick & Hursey                    | Reynolds, Ferrell & Ensemble                                                                    | 4:27  |
| 7.           | The Story of Your Life (Clint’s Pitch)        | Pasek, Paul, Jones, Sonnenblick & Hursey                    | Reynolds & Ferrell                                                                              | 1:41  |
| 8.           | Unredeemable                                  | Pasek & Paul                                                | Ferrell & Ensemble                                                                              | 3:31  |
| 9.           | The View From Here (Riverwalk)                | Jones, Sonnenblick & Hursey                                 | Spencer & Ferrell                                                                               | 3:01  |
| 10.          | Do A Little Good                              | Pasek & Paul                                                | Reynolds, Ferrell, Page, Mani & Morgan                                                          | 3:41  |
| 11.          | That Christmas Morning Feelin’ (Curtain Call) | Pasek & Paul                                                | Reynolds, Ferrell, Spencer, Page, Morgan, Andrea Anders, Marlow Barkley, Jen Tullock & Ensemble | 2:28  |
| 12.          | Ripple (Cut Song)                             | Pasek & Paul                                                | Ferrell, Mani, Morgan, Page & Ensemble                                                          | 4:07  |
| Gesamtlänge: | Gesamtlänge:                                  | Gesamtlänge:                                                | Gesamtlänge:                                                                                    | 36:49 |

## Synchronisation
Die deutschsprachige Synchronisation entstand nach einem Dialogbuch von Patrick Baehr und unter der Dialogregie von Baehr sowie Michael Ernst bei FFS Film- & Fernseh-Synchron. Die Vertonung der Songs erfolgte unter der musikalischen Leitung von Ernst nach Liedtexten von Christian Gundlach.
| Rolle                                                | Darsteller      | Synchronsprecher             |
| ---------------------------------------------------- | --------------- | ---------------------------- |
| Geist der gegenwärtigen Weihnacht / Ebenezer Scrooge | Will Ferrell    | Uwe Büschken                 |
| Clint Briggs                                         | Ryan Reynolds   | Dennis Schmidt-Foß (Sprache) |
| Kimberly Parks                                       | Octavia Spencer | Martina Treger               |
| Jacob Marley                                         | Patrick Page    | Dieter Memel                 |
| Geist der vergangenen Weihnacht / Bonnie             | Sunita Mani     | Magdalena Turba              |
| Geist der zukünftigen Weihnacht                      | Tracy Morgan    | Julien Haggège               |
| Owen                                                 | Joe Tippett     | Asad Schwarz                 |
| Carrie                                               | Andrea Anders   | Julia Kaufmann               |
| Wendy                                                | Jen Tullock     | Anna Dramski                 |
| Nora                                                 | Aimee Carrero   | Alice Bauer                  |
| Margo                                                | Lily Sullivan   | Lina Rabea Mohr              |
| Mr. Alteli                                           | P. J. Byrne     | Marius Clarén                |
| Karen Blansky                                        | Rose Byrne      | Ranja Bonalana               |
| Jimmy Fallon                                         | Jimmy Fallon    | Karlo Hackenberger           |

## Rezeption

### Altersfreigabe
In den Vereinigten Staaten erhielt Spirited von der MPA aufgrund der Thematik, der Sprache und einigen suggestiven Szenen ein PG-13-Rating. In Deutschland wurde der Film von Apple TV+ mit einer Altersempfehlung ab 6 Jahren versehen.

### Kritiken
Spirited konnte 70 % der 115 bei Rotten Tomatoes gelisteten Kritiker überzeugen und erhielt dabei eine durchschnittliche Bewertung von 6,4 von 10 Punkten. Als zusammenfassendes Fazit zieht die Seite, obwohl der Film den zahlreichen Charles-Dickens-Adaptionen nichts Neues hinzufüge, sei Spirited so angenehm überladen, dass er zumindest zeitweise unterhalten könne. Bei Metacritic erhielt die Musical-Komödie basierend auf 25 Kritiken einen Metascore von 55 von 100 möglichen Punkten.
Zu einem positiven Urteil gelangt Peter Debruge von Variety, für den Spirited eine clevere Neuinterpretation von A Christmas Carol mit originellen Ansätzen und der beste im Jahr 2022 veröffentlichte Weihnachtsfilm sei. Auch wenn sich die Komödie in den ersten 30 Minuten etwas ziehe und erst an Fahrt aufnehmen müsse, komme nach ein paar klobigen Musiknummern samt überdrehten Choreografien mit The View From Here der erste richtig gute Song. Im Anschluss könnten auch weitere von Benj Pasek und Justin Paul geschriebene Lieder überzeugen, wobei insbesondere Good Afternoon die lustigste Musiknummer des Jahres sei und an Werke von Monty Python erinnere. Daneben sei die große Stärke von Spirited, dass sich der Film über die Ermüdung des Publikums in Bezug auf Weihnachtsfilme und Musicals bewusst wäre und daher eine funktionierende Metaebene beim Humor einschlage. Außerdem würden die konträren Persönlichkeiten der Hauptdarsteller Will Ferrell und Ryan Reynolds geschickt gegenübergestellt werden, während Octavia Spencer die Geheimwaffe innerhalb der Besetzung sei.
Auch Gary Goldstein von der Los Angeles Times steht Spirited überwiegend wohlwollend gegenüber und urteilt, die Filmkomödie liefere amüsante, lebhafte und gutmütige Unterhaltung. Auch wenn die Musicaleinlagen eher für den Broadway als für einen Film gemacht seien, könnten diese musikalischen Fehltritte dank der spaßigen Darbietungen der Hauptdarsteller leicht verziehen werden. Daneben habe das von Sean Anders und John Morris verfasste Drehbuch zahlreiche Wendungen und Enthüllungen parat, von denen die meisten stets unterhalten würden, schweife zum Teil allerdings zu weit ab. Goldstein kritisiert auch die etwas zu lange Laufzeit und die nicht ganz überzeugende Liebesbeziehung zwischen Will Ferrell und Octavia Spencer, während er die Bromance zwischen Ferrell und Ryan Reynolds positiv hervorhebt.
Durchwachsen steht David Rooney vom Hollywood Reporter dem Film gegenüber, da Spirited einerseits zwar von den Darbietungen und der Chemie von Will Ferrell sowie Ryan Reynolds belebt werde, die Filmemacher Sean Anders und John Morris andererseits aber augenscheinlich keinerlei Ahnung von Filmmusicals hätten. So würden Songs nur selten organisch in die Erzählung eingebunden werden, während die von Chloe Arnold choreografierten Tanzeinlagen ausschließlich aus hektischen Bewegungen bestünden, anstatt selbst eine Geschichte zu erzählen. Spirited werde so durch Musicalnummern künstlich auf eine Laufzeit von über zwei Stunden gestreckt, wirke dabei zwar bunt, aber auch flach und leblos. Die von Benj Pasek und Justin Paul geschriebenen Lieder seien jedoch an sich nicht schlecht, auch wenn ihr Hang zu energischen Hymnen mit der Zeit ermüdend werde, und auch die ungeübten Schauspieler würden allesamt solide Gesangsdarbietungen abliefern. Insbesondere Tracy Morgan könne dabei mit seiner Synchronarbeit ebenso wie starbesetzte Cameos einige Lacher beim Publikum erzeugen. Daneben spreche Spirited wichtige Themen wie etwa Hass im Netz an und übermittle letztendlich im großen Finale eine überzeugende Weihnachtsbotschaft.
Enttäuscht zeigt sich Maya Phillips von der New York Times, für die Spirited nur eine ganze Menge Humbug sei. Der Film sehe zwar teuer aus und versuche vieles zu bedienen, sei aber mehr Glanz als Substanz, unzusammenhängend und unlustig. Der Meta-Humor funktioniere nicht, die Spezial- und visuellen Effekte seien allesamt schlecht und die Geschichte im Grunde nur eine klischeehafte Erzählung, die noch dazu mit einer kitschig romantischen Nebenhandlung versehen wurde. Zwar würden die atemberaubenden Choreografien mit Einflüssen aus Hip-Hop, Jazz und Stepptanz überzeugen, doch die Kombination mit dem wirkungslosen Gesang von Will Ferrell und Ryan Reynolds funktioniere nicht. Dabei verlasse sich Spirited zu sehr auf die Zugkraft seiner beiden Hauptdarsteller und werde zunehmend zu einem weitläufigen Chaos.

### Auszeichnungen
Im Rahmen der Oscarverleihung 2023 wurde das Lied Good Afternoon in der Shortlist der Kategorie Bester Song berücksichtigt.
Hollywood Music in Media Awards 2022
- Nominierung als Bester Musikfilm
- Nominierung als Bester Filmsong (Do a Little Good – Benj Pasek, Justin Paul, Ryan Reynolds, Will Ferrell, Sunita Mani, Patrick Page & Tracy Morgan)[31]

Make-Up Artists and Hair Stylists Guild Awards 2023
- Nominierung für das Beste zeitgenössische Make-up (Monica Huppert, Autumn J. Butler & Vivian Baker)[32]

Music Supervisors Guild Awards 2023
- Nominierung für die Beste Musik-Supervision eines Fernsehfilms (Linda Cohen)[33]